# Auchenoglanis biscutatus
Auchenoglanis biscutatus es una especie de pez de la familia Claroteidae en el orden de los Siluriformes.

## Morfología
• Los machos pueden llegar alcanzar los 54 cm de longitud total y 4.400 g de peso.

## Alimentación
Come insectos (principalmente, larvas de quironómidos ) y moluscos.

## Hábitat
Es un pez de agua dulce y de clima tropical (24 °C-26 °C).

## Distribución geográfica
Se encuentran en África: ríos  Nilo,  Níger y  Senegal, y  cuencas del lago Chad y del río Gambia.